# Kayden Kross
Kayden Kross (Sacramento, Kalifornia, 1985. szeptember 15. –) amerikai pornószínésznő, fotómodell.
Kayden Kross a Kaliforniai Állami Egyetemen (Sacramento) szerzett diplomát fizikából. Híres magazinokban szerepelt, mint például a Hustler. Jenna Nickol néven úgyszintén szerepel filmekben. A Vivid Entertainment-nél dolgozott 2006-ban.

## Válogatott filmográfia
- Be Here Now (2007)
- Kayden's First Time (2006)

## Díjai
- 2007 Adultcon Top 20 Adult Actresses
- 2008 F.A.M.E. Awards – Legjobb anál sztár
- 2008 F.A.M.E. Awards – Kedvenc női újonc
- 2009 AVN Award nominee – Az év női színésze
- 2009 AVN Award nominee – Best Couples Sex Scene – Roller Dollz
- 2009 AVN Award nominee – Best All-Girl Group Sex Scene – Bree's Slumber Party
- 2009 AVN Award nominee – Best All-Girl Couples Sex Scene – Roller Dollz